# Антслаский район
А́нтслаский райо́н — административно-территориальная единица в составе Эстонской ССР, существовавшая в 1950—1959 годах. Центр — Антсла. Площадь района в 1955 году составляла 862,4 км².

## История

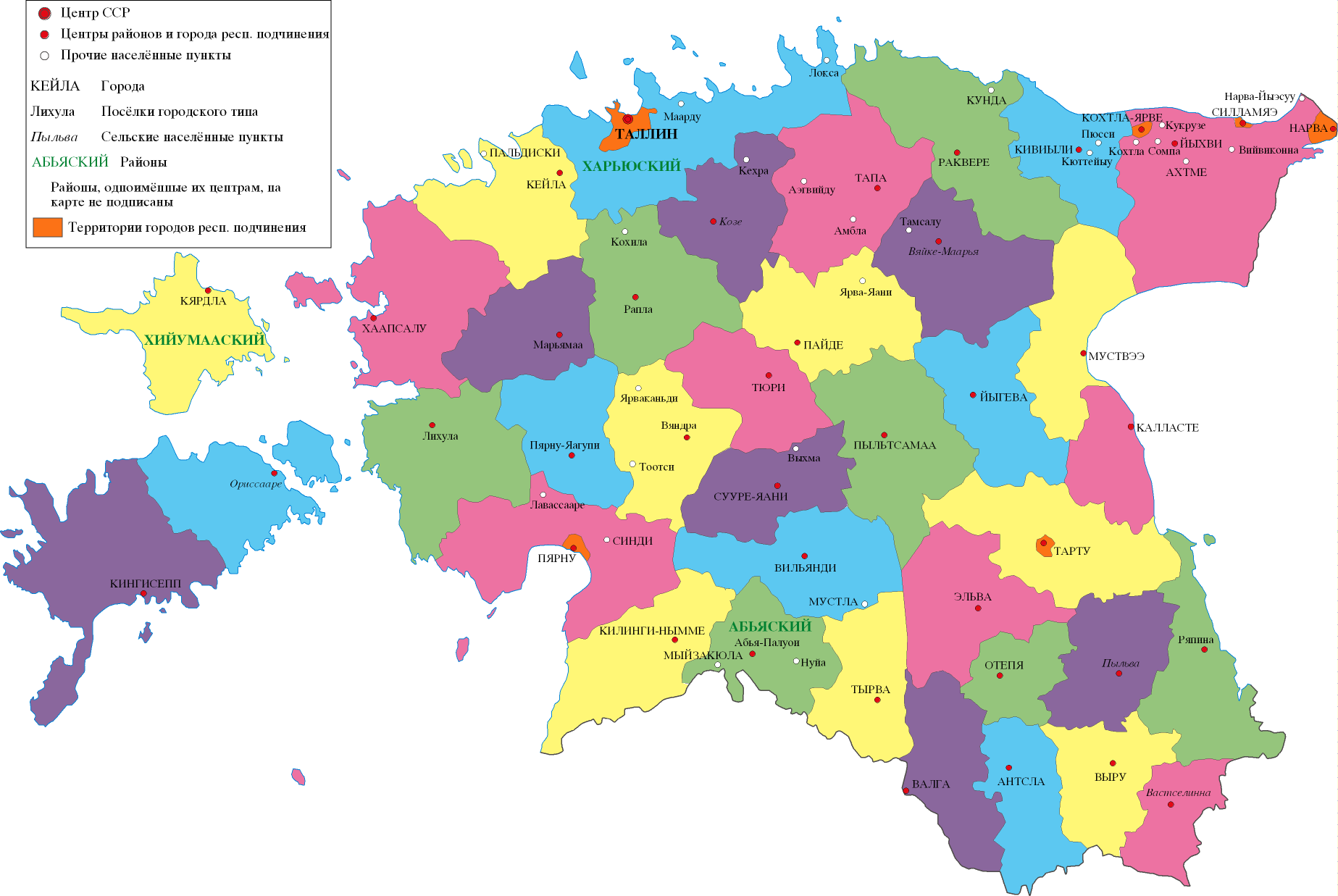
Административно-территориальное деление Эстонской СССР в 1957 году

Антслаский район был образован в 1950 году, когда уездное деление в Эстонской ССР было заменено районным. В 1952 году район был включён в состав Тартуской области, но уже в апреле 1953 года в результате упразднения областей в Эстонской ССР район был возвращён в республиканское подчинение.
В 1959 году Антслаский район был упразднён.

## Административное деление
В 1955 году район включал 1 город (Антсла) и 7 сельсоветов: Антслаский, Варстуский, Куренурмеский, Мынистеский, Тсооруский, Урвастеский, Хаабсаареский.